# Linkin Park Underground 7.0
Linkin Park Underground 7.0 een ep, op 5 december 2007 uitgebracht door de Amerikaanse band Linkin Park. De cd is een onderdeel van een pakket aan artikelen dat de leden van de fanclub Linkin Park Underground krijgen na vernieuwing van de jaarlijkse termijn. Het is de zevende editie van Linkin Park Underground.
De zevende editie werd op 27 november 2007 op de MySpace-pagina van de band aangekondigd. Het was voor het eerst dat de cd ook fysiek te koop zou zijn, echter alleen in de Amerikaanse vestigingen van Best Buy. De ep bestaat uit nummers die live uitgevoerd zijn tijdens de Project Revolution-tournee in 2008. Ook bevat het album inhoud die op de computer te zien is.
De nummers No More Sorrow, One Step Closer, The Little Things Give You Away en Bleed It Out hebben een verlengde intro. Bleed It Out en Faint hebben een verlengde outro.

## Tracklist
Alle muziek en teksten zijn geschreven door Linkin Park. 
| Nr. | Titel                                                                                    | Duur  |
| --- | ---------------------------------------------------------------------------------------- | ----- |
| 1.  | No More Sorrow (Live in Toronto, ON, afkomstig van Minutes to Midnight)                  | 05:14 |
| 2.  | What I've Done (Live in Hartford, CT, afkomstig van Minutes to Midnight)                 | 03:22 |
| 3.  | One Step Closer (Live in Syracuse, NY, afkomstig van Minutes to Midnight)                | 03:41 |
| 4.  | Given Up (Live in West Palm Beach, FL, afkomstig van Minutes to Midnight)                | 03:10 |
| 5.  | Numb (Live in Woodlands, TX, afkomstig van Meteora)                                      | 03:10 |
| 6.  | Crawling (Live in Holmdel, NJ, afkomstig van Hybrid Theory)                              | 03:47 |
| 7.  | The Little Things Give You Away (Live in Atlanta, GA, afkomstig van Minutes to Midnight) | 07:21 |
| 8.  | In the End (Live in Toronto, ON, afkomstig van Hybrid Theory)                            | 03:43 |
| 9.  | Bleed It Out (Live in Raleigh, NC, afkomstig van Minutes to Midnight)                    | 07:49 |
| 10. | Faint (Live in Holmdel, NJ, afkomstig van Meteora)                                       | 04:33 |